# Szlak Batorego
Szlak Batorego – szlak wodny stworzony przez Stefana Batorego w końcu XVI wieku.

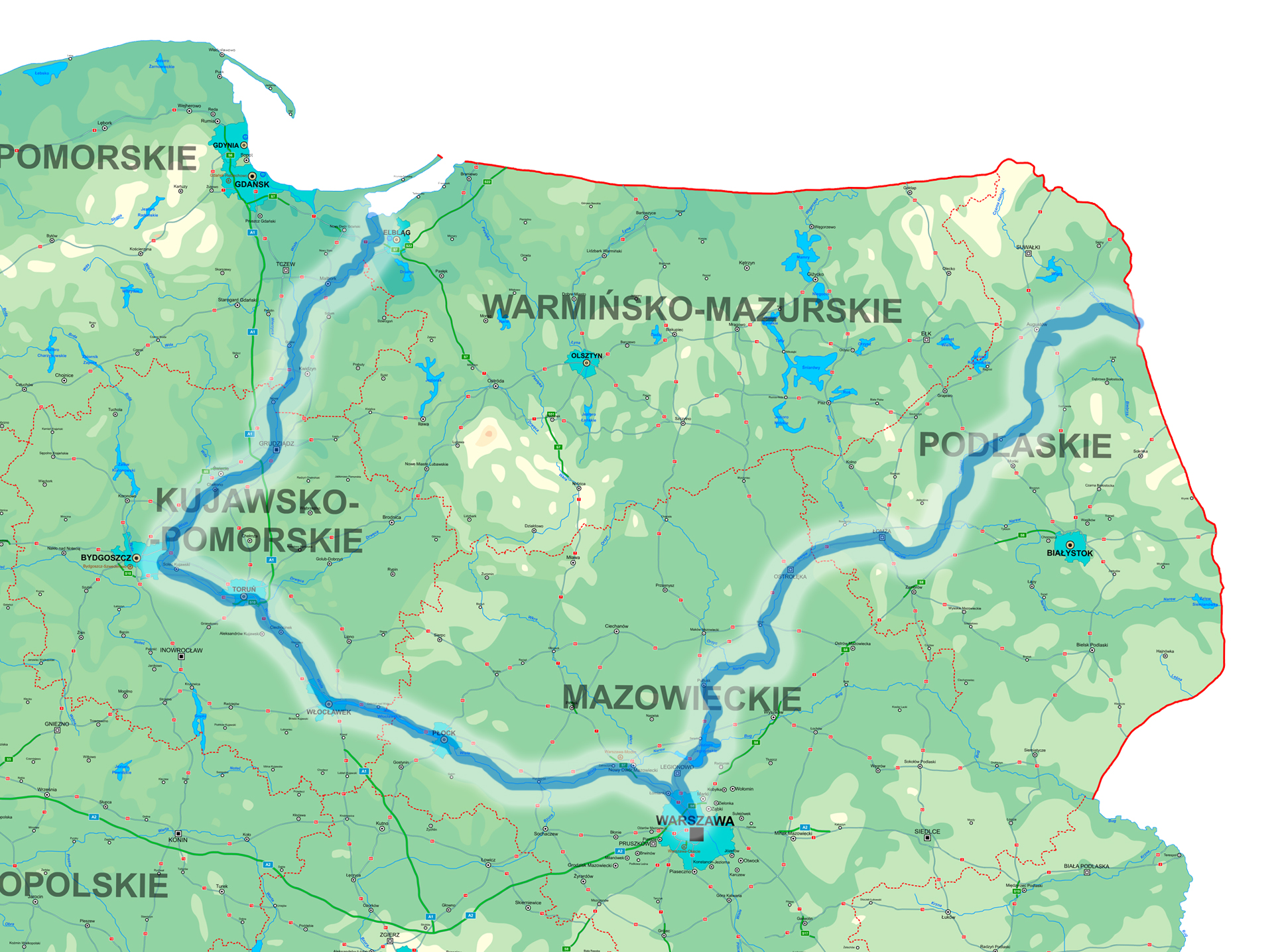
Szlak wodny im. Króla Stefana Batorego

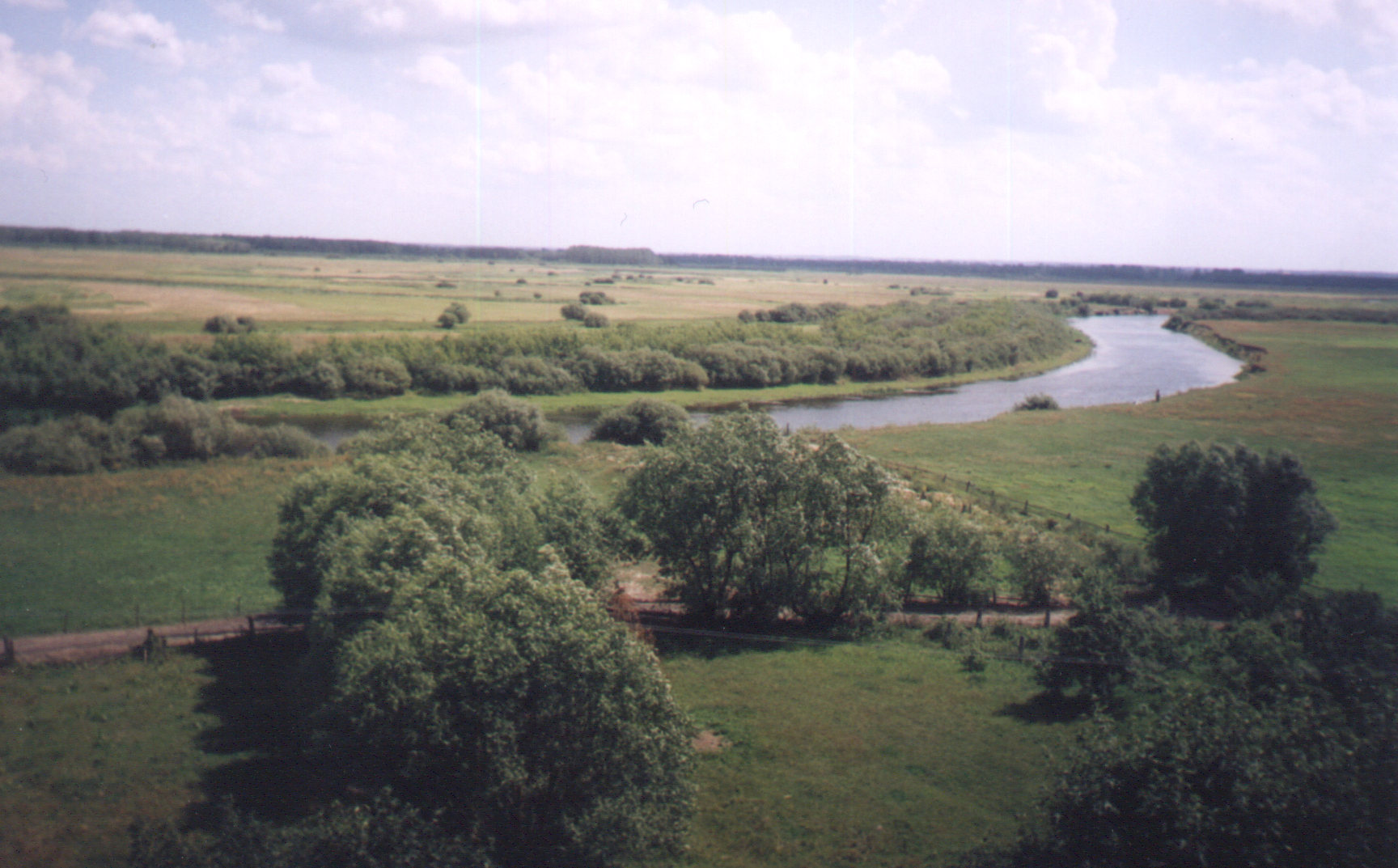
Narew koło Wizny

Szlak zaczyna się na Wiśle w Warszawie i prowadzi przez Jezioro Zegrzyńskie (Serock), Narew (Pułtusk, Ostrołęka, Łomża, Wizna), Biebrzę (Goniądz), Kanał Augustowski (Augustów) i dalej aż do Niemna.
Używany był przez wiele lat, aż do zwiększenia udziału w transporcie ruchu kolejowego. Aktualnie trwają prace nad odtworzeniem tego szlaku do celów rekreacyjno-turystycznych.
16 lipca 2007 roku w Warszawie powstała Rada Programowa projektu turystyczno-rekreacyjnego pod nazwą “Szlak Wodny im. Króla Stefana Batorego. Na szlaku znajdują się między innymi następujące miasta: Frombork, Elbląg, Malbork, Sztum, Grudziądz, Bydgoszcz, Solec Kujawski, Toruń, Włocławek, Płock, Warszawa, Serock, Pułtusk, Ostrołęka, Łomża, Augustów a także Druskieniki na Litwie i Grodno na Białorusi.